# 手嶋保
手嶋 保（てしま たもつ、1963年 - ）は、日本の建築家である。

## 経歴
1963年福岡県生まれ。
東和大学建設工学科で建築を学んだ後、1990年、吉村順三設計事務所入社。
1997年、吉村の死去により独立し、自身の建築事務所を設立した。
2010年から東京理科大学で非常勤講師を務める。

## 作品
- 共栄木材 三秋ホール(2016年)
- 伊部の家(2012年)
- 茅ヶ崎の家(2007年)
- 上落合の家(2012年)
- 赤羽岩淵の家(2012年)
- 浦安の家(2011年)
- 川越の家(2011年)

## 受賞歴
- 平成26年日本建築士連合会賞・優秀賞（伊部の家）
- 第12回かわごえ都市景観デザイン賞　2012年（川越の家）
- 第24回住まいのリフォームコンクール優秀賞（道灌山の家）
- 日本建築家協会優秀建築選2007（道灌山の家）

## 著書
- 住宅設計詳細図集